# Phidippus princeps
Phidippus princeps là một loài nhện trong họ Salticidae.
Loài này thuộc chi Phidippus. Phidippus princeps được Elizabeth Maria Gifford Peckham & George William Peckham miêu tả năm 1883.

## Hình ảnh

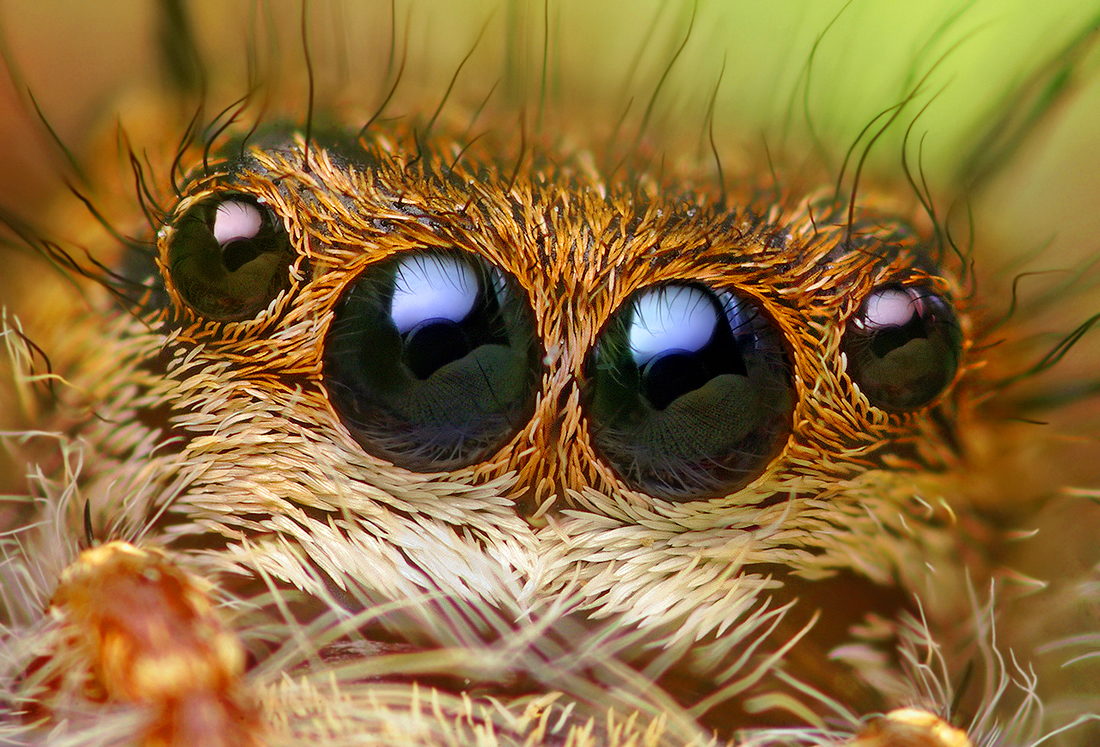